# Erna von Watzdorf
Erna von Watzdorf (* 15. Februar 1892 in Dresden; † 17. September 1976 in Kassel) war eine deutsche Kunsthistorikerin.

## Leben
Sie entstammt der ursprünglich thüringischen Adelsfamilie von Watzdorf und war die Tochter des königlich-sächsischen Generalleutnants Hans von Watzdorf (1857–1931) und der Louise Ebert (1867–1949). Sie blieb unverheiratet.
Erna von Watzdorf wurde 1923 an der Universität Marburg zum Dr. phil. promoviert und wurde Kuratorin des Historischen Museums Dresden. Sie arbeitete als Rezensentin u. a. für Adolph Donaths Halbmonatsschrift Der Kunstwanderer.
Zum 1. September 1946 wurde sie  fristlos entlassen.
Im Neuen Grünen Gewölbe in Dresden ist das Kabinett nach ihr benannt, in dem die Hutagraffe mit dem „Dresdner Grünen Diamanten“ ausgestellt ist. Sie galt als eine der besten Kennerinnen des Augusteischen Zeitalters in der sächsischen Landeshauptstadt und als die bedeutendste Chronistin von Johann Melchior Dinglinger (1664–1731), dem Goldschmied des deutschen Barock.

## Schriften
- Der deutsche Holzschnitt im 19. Jahrhundert, Marburg 1923 (= Dissertation).
- mit Erich Haenel: August der Starke. Kunst und Kultur des Barock, Dresden 1933 (Neudruck: Verlag Weidlich, Frankfurt am Main 1980, ISBN 3-8035-1091-0).
- Johann Melchior Dinglinger. Der Goldschmied des deutschen Barock, 2 Bände, Berlin 1962
- Die ungekrönte Königin, Stuttgart o. J.
- Die Hermenbüste Augusts des Starken im Grünen Gewölbe in Dresden. In: Zeitschrift für Kunstwissenschaft 19, 1965, S. 55–62.
- Der Dresdner Edelsteinschneider Johann Christoph Hübner. Um 1665 bis 1739. In: Zeitschrift des Deutschen Vereins für Kunstwissenschaft 24, 1972, S. 15 ff.